# Better Place (NSYNC)
Better Place è un singolo degli NSYNC, come colonna sonora del film Trolls 3 - Tutti insieme pubblicato il 29 settembre 2023.

## Video musicale
Il lyric video del brano è stato pubblicato in concomitanza con l'uscita del singolo.

## Tracce
1. Better Place – 3:32